# 明斯克獨立宮
独立宫（羅馬化：Palac Niezaliežnasci) 是位於白俄羅斯明斯克的一座宫殿。獨立宮主要為重要和具有里程碑意义的活动、外国代表团会议提供活動場地。